# Московский рабочий союз
Московский рабочий союз — марксистская организация в Москве.

## История
С 1889 года по 1890 год в Москве появились первые социал-демократические кружки. В сентябре 1893 года В. И. Ленин приехал в Москву, тогда образовалась марксистская группа «шестерка». Она состояла из: А. Н. Винокурова, П. И. Винокуровой, М. Н. Лядова, С. И. Мицкевича, Е. И. Спонти и С. И. Прокофьева.
В апреле 1894 на собрании представителей рабочих кружков заводов, железнодорожных мастерских и фабрик Москвы на квартире К. Ф. Бойе был образован Центральный рабочий кружок. В 1895 года они провели нелегальную маёвку, она собрала 200—250 человек с 35 предприятий.
С 30 апреля 1895 году кружок носит имя «Рабочий союз». Летом 1896 года в «Московский рабочий союз» входило 12 человек. Среди глав союза были: Мицкевич, Винокуров, Лядов, М. Ф. Владимирский, В. В. Боровский, И. Ф. Дубровинский. Наиболее активно работали в организации: А. И. Елизарова-Ульянова, М. Т. Елизаров, В. Д. Бонч-Бруевич, Л. П. Радин, Ф. И. Поляков и К. Ф. Бойе. Ленин часто приезжал в Москву, где виделся с организацией. Количество членов организации насчитывало 2000 человек.
«Московский рабочий союз» вместо пропаганды марксизма в обществе прогрессивных рабочих стали делать это среди обычных рабочих. Летом 1896 года деятельность организации расширилось до 55 предприятий. С 1896 года по 1897 год они управляли забастовками. У союза была собственная типография, которая печатала листовки и брошюры. У союза были связи с 15 промышленными предприятиями и с группой «Освобождение труда».
При их поддержке упрочнился Иваново-Вознесенский «Рабочий союз». Весной 1896 года организация разработала программу созыва Всероссийского партийного съезда, но программу не удалось воплотить из-за арестов. В 1898 году переименована в «Союз борьбы за освобождение рабочего класса». В 1898 года А. А. Ванновский из Московского «рабочего союза» был на I съезде РСДРП.